# IETEL
El Instituto Ecuatoriano de Telecomunicaciones (IETEL) fue una entidad que regulaba las redes telefónicas de Ecuador entre 1972 y 1992, año en que transformó en EMETEL. 
Luego, EMETEL fue separada en dos compañías anónimas, Andinatel y Pacifictel, para ser vendidas.
Estas ventas fracasaron, y en manos del Estado, Pacifictel y Andinatel, junto con la empresa municipal de ETAPA que era independiente al IETEL, regularon las líneas telefónicas fijas en Ecuador hasta fines de 2008, cuando se decidió fusionar nuevamente a Andinatel y Pacifictel para formar la Corporación Nacional de Telecomunicaciones, mientras ETAPA sigue siendo independiente.